# Pushpa 2: The Rule
 (décembre 2024).
La mise en forme du texte ne suit pas les recommandations de Wikipédia : il faut le « wikifier ».
Les points d'amélioration suivants sont les cas les plus fréquents. Le détail des points à revoir est peut-être précisé sur la page de discussion.
- Les titres sont pré-formatés par le logiciel. Ils ne sont ni en capitales, ni en gras.
- Le texte ne doit pas être écrit en capitales (les noms de famille non plus), ni en gras, ni en italique, ni en « petit »…
- Le gras n'est utilisé que pour surligner le titre de l'article dans l'introduction, une seule fois.
- L'italique est rarement utilisé : mots en langue étrangère, titres d'œuvres, noms de bateaux, etc.
- Les citations ne sont pas en italique mais en corps de texte normal. Elles sont entourées par des guillemets français : « et ».
- Les listes à puces sont à éviter, des paragraphes rédigés étant largement préférés. Les tableaux sont à réserver à la présentation de données structurées (résultats, etc.).
- Les appels de note de bas de page (petits chiffres en exposant, introduits par l'outil «  Source ») sont à placer entre la fin de phrase et le point final[comme ça].
- Les liens internes (vers d'autres articles de Wikipédia) sont à choisir avec parcimonie. Créez des liens vers des articles approfondissant le sujet. Les termes génériques sans rapport avec le sujet sont à éviter, ainsi que les répétitions de liens vers un même terme.
- Les liens externes sont à placer uniquement dans une section « Liens externes », à la fin de l'article. Ces liens sont à choisir avec parcimonie suivant les règles définies. Si un lien sert de source à l'article, son insertion dans le texte est à faire par les notes de bas de page.
- La présentation des références doit suivre les conventions bibliographiques. Il est recommandé d'utiliser les modèles {{Ouvrage}}, {{Chapitre}}, {{Article}}, {{Lien web}} et/ou {{Bibliographie}}. Le mode d'édition visuel peut mettre en forme automatiquement les références.
- Insérer une infobox (cadre d'informations à droite) n'est pas obligatoire pour parachever la mise en page.

Pour une aide détaillée, merci de consulter Aide:Wikification.
Si vous pensez que ces points ont été résolus, vous pouvez retirer ce bandeau et améliorer la mise en forme d'un autre article.
 (décembre 2024).
 (décembre 2024).
Sa qualité peut être largement améliorée en utilisant un vocabulaire plus directement compréhensible.
Série
Pushpa: The Rise
(2021)
Pour plus de détails, voir Fiche technique et Distribution.
Pushpa 2: The Rule est un film dramatique d'action indien en langue télougou sorti en 2024  réalisé par Sukumar et produit par Mythri Movie Makers, en association avec Sukumar Writings. Le film met en vedette Allu Arjun dans le rôle principal, aux côtés de Rashmika Mandanna, Fahadh Faasil, Jagapathi Babu, Dhananjaya, Rao Ramesh, Sunil et Anasuya Bharadwaj . Il s'agit du deuxième volet de la série de films Pushpa et de la suite du film Pushpa : The Rise de 2021. Le film suit Pushpa Raj, un petit parieur quotidien devenu contrebandier de bois de santal, qui lutte pour maintenir son activité alors qu'il fait face à une forte opposition de la police dirigée par Shekhawat.
La suite a été officiellement annoncée quelques jours avant la sortie du film original en décembre 2021, sous le nom de Pushpa 2, tandis que le sous-titre Pushpa : The Rule a été annoncé en août 2022, 10 % des images du film ont été initialement tournées en même temps que le film original. Cependant, Sukumar a décidé de modifier l'histoire, ce qui a conduit au début du tournage principal du film en octobre 2022. La musique du film a été composée par Devi Sri Prasad, la photographie a été assurée par Mirosław Kuba Brożek et le montage par Naveen Nooli. Réalisé avec un budget de quatre à cinq milliards de roupies indiennes,, le film est l'un des films indiens les plus chers. Avec une durée de 200 minutes, c'est l'un des films indiens les plus longs jamais réalisés.
Pushpa 2: The Rule est sorti dans le monde entier le 5 décembre 2024 aux formats standard, IMAX, 4DX, D-Box et PVR ICE. Établissant plusieurs records au box-office, il a rapporté plus de ₹ 274 crores de roupies   –  ₹ 1 414 crore  dans le monde entier en douze jours, devenant le film indien le plus rentable de l'année, le deuxième film le plus rentable en Inde, le deuxième film télougou le plus rentable et le troisième film indien le plus rentable,.

## Synopsis
Un chargement de bois de santal rouge arrive au port de Yokohama au Japon, où les travailleurs sont choqués de trouver Pushpa caché dans l'un des conteneurs. Il les attaque, exigeant le paiement de la cargaison, mais est abattu et tombe dans la mer, déclenchant un flashback.
Après avoir humilié SP Bhanwar Singh Shekhawat,  Pushpa accède au pouvoir en tant que contrebandier respecté, tandis que Shekhawat se cache. Shekhawat se fait secrètement passer pour un ouvrier et intercepte une énorme cargaison de bois de santal. Pendant ce temps, Pushpa rencontre le ministre en chef de l'Andhra Pradesh, Narasimha Reddy, mais se voit refuser une photo avec lui pour éviter toute réaction politique. Offensé, Pushpa jure de renverser le gouvernement en faisant de Siddappa le ministre en chef, récoltant 500 crores de roupies grâce à la contrebande de bois de santal.
Pushpa conclut un accord avec le ministre central Kogatam Veera Pratap Reddy et rencontre l'acheteur international Hameed aux Maldives pour vendre 2 000 tonnes de bois de santal pour 5 000 crores de ₹. Plusieurs contrebandiers rejoignent le syndicat de Pushpa, mais Mangalam Srinu et Dakshayani, avec Shekhawat, complotent pour saboter l'opération. Shekhawat tue l'un des membres du syndicat, provoquant la peur parmi les autres, qui exhortent Pushpa à céder son leadership à Srinu.
Pushpa parvient cependant à utiliser ses astuces et ses méthodes pour faire passer clandestinement le bois de santal à Chennai jusqu'à sa destination finale au Sri Lanka. Pendant le transport, Shekhawat rattrape et abat tous les camions, forçant les chauffeurs à s'échapper. Les médias félicitent Shekhawat pour le raid, mais Srinu se rend compte que la cargaison n'était pas du bois de santal mais du Sandra, un bois qui ressemble au bois de santal rouge mais qui n'a aucune valeur marchande. Pushpa avait plutôt créé des charrettes à bœufs avec la charge réelle et les avait transportées à Chennai, indirectement aidé par Shekhawat lui-même.
Shekhawat obtient finalement la permission de suivre l'envoi jusqu'à Rameswaram, mais ne parvient pas à le capturer avant qu'il ne traverse la frontière indo-sri-lankaise. Furieux, il brûle le site de stockage, se tuant apparemment dans l'incendie. Pendant ce temps, Srivalli découvre qu'elle est enceinte et Pushpa célèbre son anniversaire. Cependant, la tragédie frappe lorsque sa nièce, Kaveri, est agressée lors d'un festival puis kidnappée par Bugga Reddy, le neveu de Veera Pratap Reddy. Pushpa la sauve, tuant Bugga et son gang, ainsi que Subba Reddy, le père de Bugga et le frère cadet de Pratap Reddy. Il se réconcilie avec sa famille éloignée et célèbre le mariage de Kaveri, mais un personnage mystérieux fait exploser une bombe lors du mariage.

## Fiche technique
- Titre : Pushpa 2: The Rule
- Titre original en Télougou : పుష్ప 2: ది రూల్
- Titre original en Hindi : पुष्पा 2: द रूल
- Langues : Télougou
- Réalisateur : Sukumar
- Pays :  Inde
- Date de sortie :
  -  Inde : 5 décembre 2024
  -  France : 6 décembre 2024
- Genre : Action
- Durée : 200 min

## Distribution
- Allu Arjun : Pushpa Raj
- Maître Dhruvan : jeune Pushpa Raj
- Rashmika Mandanna : Srivalli, la femme de Pushpa
- Fahadh Faasil en tant que SP Bhanwar Singh Shekhawat IPS
- Jagadeesh Prathap Bandari : Kesava "Mondelu", l'ami de Pushpa
- Jagapathi Babu en tant que ministre central Kogatam Veera Pratap Reddy
- Sunil : Mangalam Srinu
- Anasuya Bharadwaj : Dakshayani "Daksha", l'épouse de Mangalam Srinu
- Rao Ramesh en tant que MP Bhumireddy Siddappa Naidu
- Dhananjaya : Jaali Reddy
- Shanmukh : Jakka Reddy
- Satya en tant que traducteur japonais
- Tarak Ponnappa : Kogatam Bugga Reddy, le neveu de Pratap Reddy
- Ajay : Molleti Mohan Raj, le demi-frère aîné de Pushpa
- Sritej : Molleti Dharma Raj, le deuxième demi-frère aîné de Pushpa
- Pavani Karanam comme Molleti Kaveri, la nièce de Pushpa et la fille de Mohan
- Saurabh Sachdeva : de Hameed
- Aanchal Munjal en tant que petite amie de Hameed
- Adithya Menon : Kogatam Subba Reddy, le frère cadet de Pratap Reddy et le père de Bugga Reddy
- Mime Gopi en tant que Chennai Murugan
- Brahmaji en tant que Sous-inspecteur Kupparaj
- Aadukalam Naren en tant que CM KVM Narasimha Reddy
- Kalpalatha comme Parvatamma, la mère de Pushpa
- Dayanand Reddy : Muniratnam, le père de Srivalli
- Bindu Chandramouli en tant que mère de Kaveri et épouse de Mohan
- Divi Vadthya : Minnu Uma Devi, journaliste de télévision
- Sreeleela (apparition spéciale dans le numéro d'article "Kissik")